# Monumentos romanos de Zaragoza

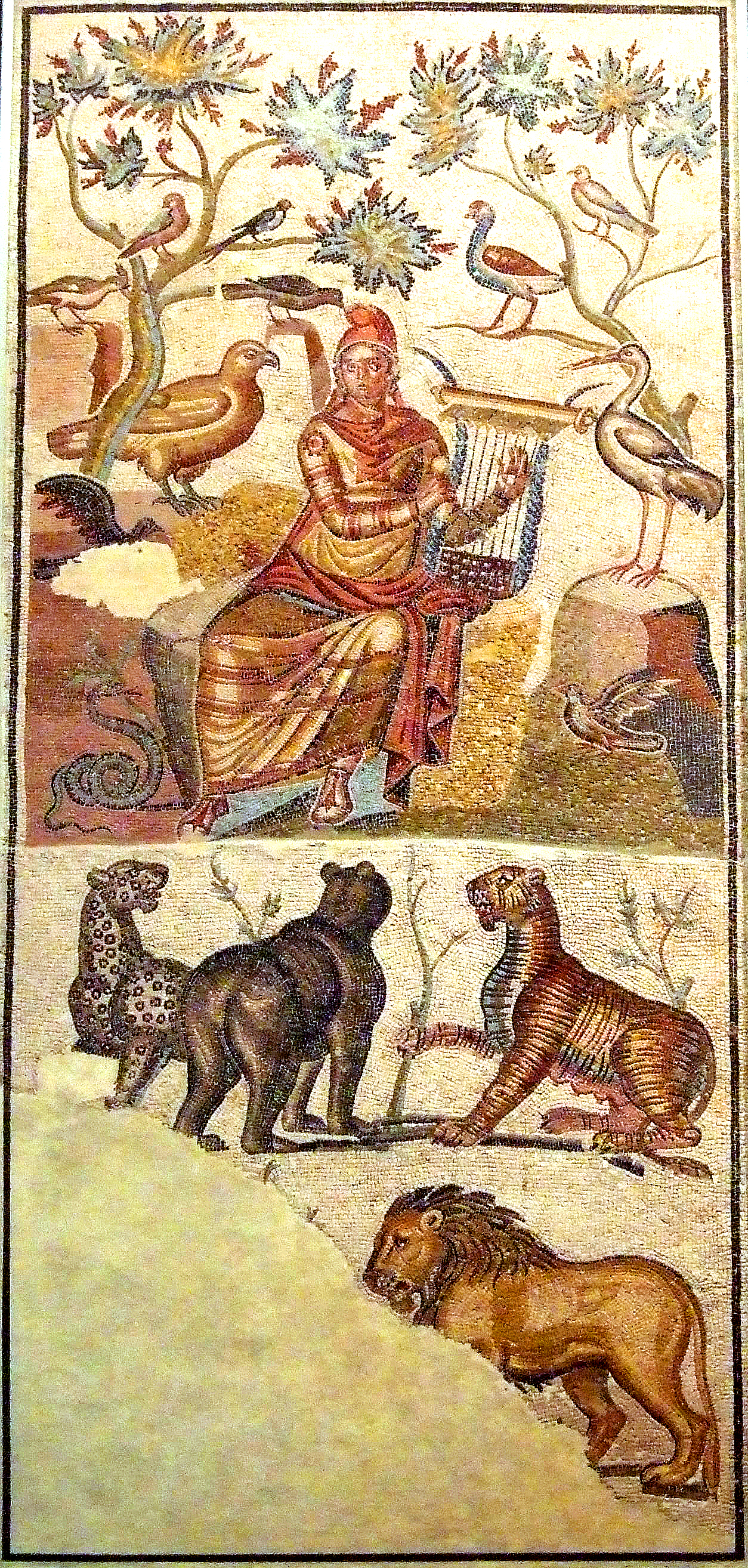
Mosaico romano de Orfeo de Caesaraugusta.

Hacia el año 15 a. C., se fundaba la ciudad romana de Caesar Augusta (Zaragoza). Coincidía con la reorganización de las provincias de Hispania por César Augusto tras su victoria en las guerras cántabras. Colonia Caesaraugusta era el nombre que recibía la nueva ciudad, que gozaba del privilegio de ostentar el nombre completo de su fundador.
El periodo de mayor apogeo de la ciudad (siglos I y II) trajo consigo muchas de las grandes obras públicas: el foro, el puerto fluvial (que convirtió a Caesarugusta en el principal redistribuidor de mercancías en el valle del Ebro), las termas públicas, el teatro, el anfiteatro, el primer puente de la ciudad (situado en el emplazamiento del actual puente de Piedra y que probablemente era una obra mixta de piedra y madera).
En la segunda mitad del siglo III la construcción de una imponente muralla y el abandono de las grandes obras públicas denotan el importante proceso de crisis en el mundo romano. El comercio y la vida en Caesaraugusta no decaen y ayudan al florecimiento cultural de la misma. 

## Muralla romana

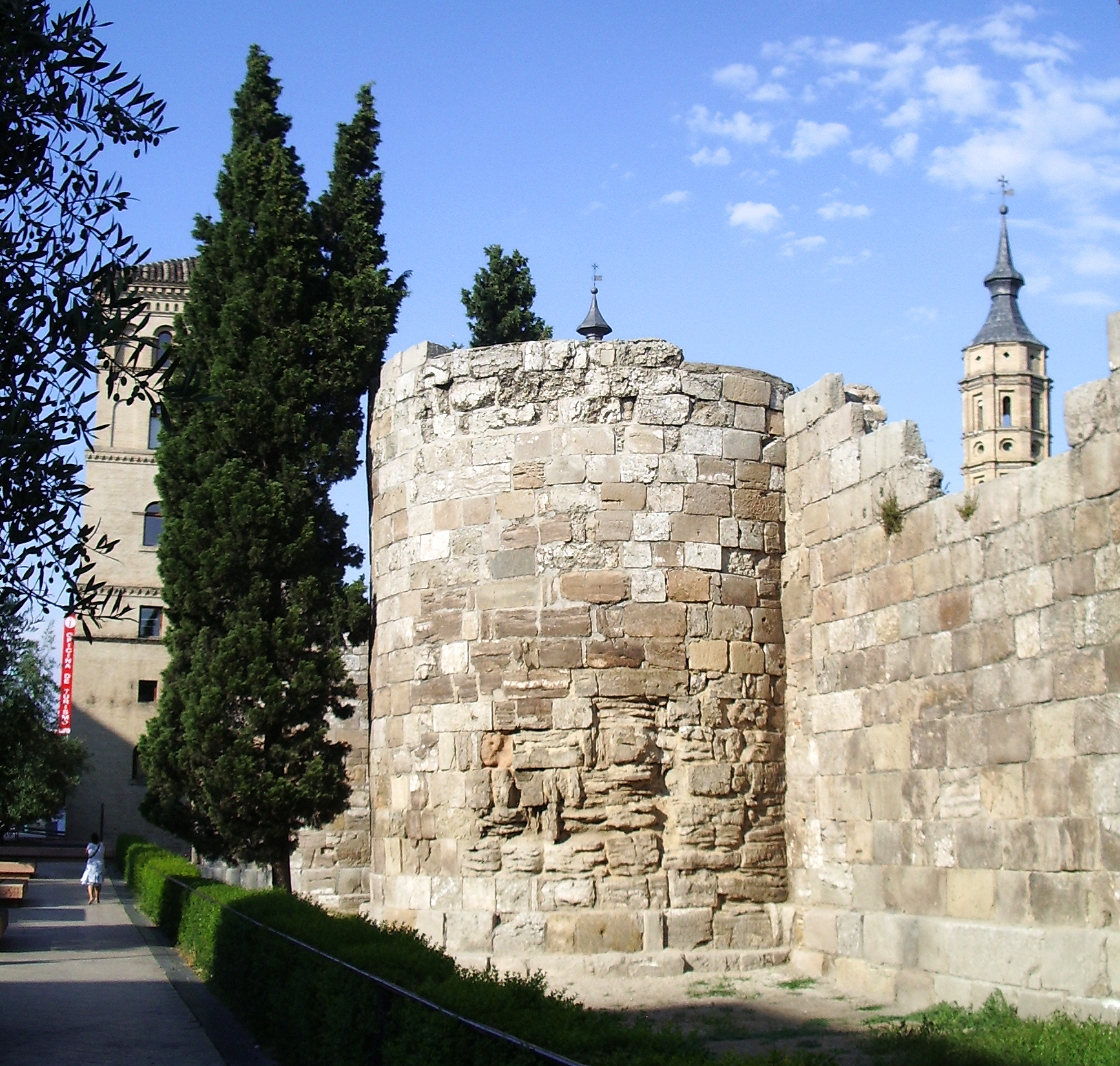
Lienzo noroeste de la Muralla romana de Zaragoza.

La muralla de la fundación romana encierra y condiciona el trazado urbano durante muchos siglos, pues fueron aprovechadas por visigodos y musulmanes.
Construida entre el siglo I y el siglo III de nuestra era, la muralla romana de Zaragoza llegó a tener una longitud de unos 3000 metros y 120 torreones. Se han conservado dos tramos: el más largo, de unos 80 metros de longitud, en el extremo noroeste de lo que era la ciudad romana de Caesaraugusta, al lado del Torreón de La Zuda, y otro en el lado nordeste, que actualmente forma parte del Convento del Santo Sepulcro.
Su trazado, estudiado por Francisco Íñiguez Almech, debió ser regular con una altura de unos diez metros y cuatro de anchura. A intervalos de entre catorce y dieciséis metros se situaban torreones ultrasemicirculares.
De la primera fase constructiva, del siglo I, en época inmediatamente posterior a la fundación de la ciudad, se conservan los restos de opus caementicium adosados a la cara posterior y en la cimentación de los muros de sillería. Más tarde, en el siglo III, se construyen tres metros más de grosor en obra de sillería de alabastro levemente almohadillada, con un aparejo muy regular asentado sobre capas de mortero y cal, que ofrecen los dos cubos y el tramo conservado en la actualidad. En 1933 fue declarado monumento nacional.
La edición de 2008 de la Guía Histórico Artística de Zaragoza dirigida por Guillermo Fatás, señala (pág. 678) que recientes investigaciones indican que la muralla fue íntegramente construida en la segunda mitad del siglo III d. C. y ejecutada con una técnica constructiva uniforme: un cuerpo interior de hormigón romano revestido con sillares al exterior de 7 m de espesor excepto el tramo oriental, que estaría construido en aparejo de sillares y contaría con 6 m de grosor.
- Wikimedia Commons alberga una categoría multimedia sobre murallas de Zaragoza.

## Foro de Cesaraugusta
El Museo del Foro de Caesaraugusta, situado bajo la plaza de La Seo, expone los restos arqueológicos de un mercado de la época del emperador Augusto y del foro de la época de Tiberio. Diversos especialistas han propuesto que es posible que hubiera un segundo foro en el cruce del cardo con el decumano, aunque no se han encontrado hasta ahora restos.
El museo cuenta con proyecciones audiovisuales, reconstrucciones y una exposición de objetos romanos que explican la vida cotidiana de la ciudad.

## Museo del puerto fluvial de Caesaraugusta

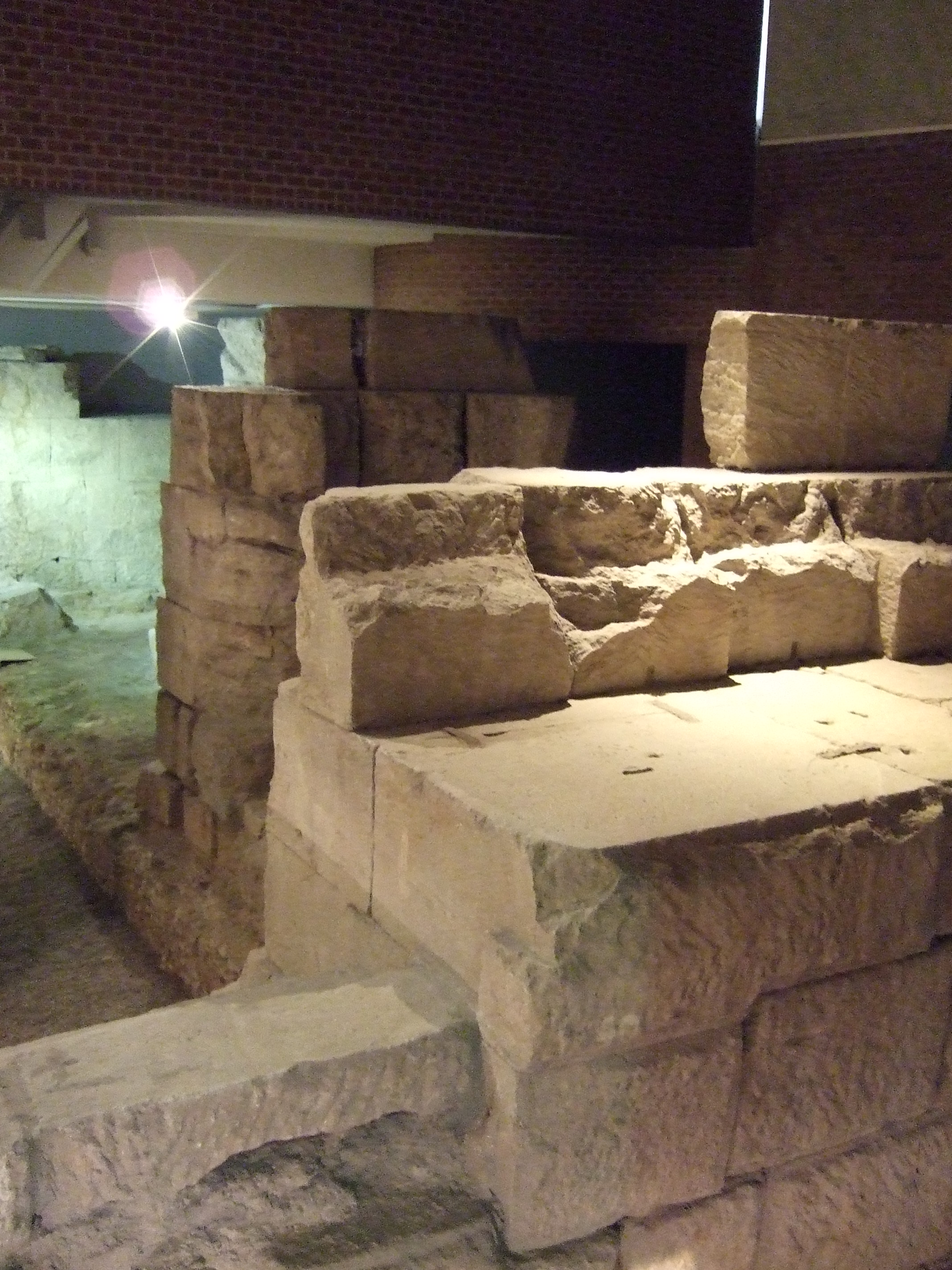
Interior del museo.

El Museo del Puerto Fluvial de Cesaraugusta es un espacio en el que se muestra el antiguo puerto de la ciudad romana de Cesaraugusta, la actual Zaragoza, en España. Está situado en la plaza San Bruno, 8.
En época romana, el río Ebro era navegable y el puerto de Caesaragusta se consideraba el tercero más importante en Hispania, tras el de Logroño y el de Tortosa. El puerto se construyó en el siglo I de nuestra era y fue abandonado a mediados del siglo VI d. C. A finales del siglo I o principios del II, las instalaciones se completaron con la construcción de un mercado al este del edificio de acceso. Las edificaciones portuarias se extendían a lo largo de la orilla derecha del Ebro aprovechando la mayor mansedumbre de sus aguas en esta parte y estaban situadas en el ángulo nordeste del foro con el que conectaban por medio de escaleras. El comercio en el puerto era muy activo al distribuir tanto mercancías procedentes del interior como trigo, madera o hierro como de la costa -cerámicas, salazones, vino, etc. 
En el museo se pueden contemplar algunos restos arqueológicos de estas instalaciones. Además, un audiovisual interactivo da cuenta de la actividad comercial de Zaragoza que centralizaba el puerto en aquella época. 

## Termas públicas de Caesaraugusta

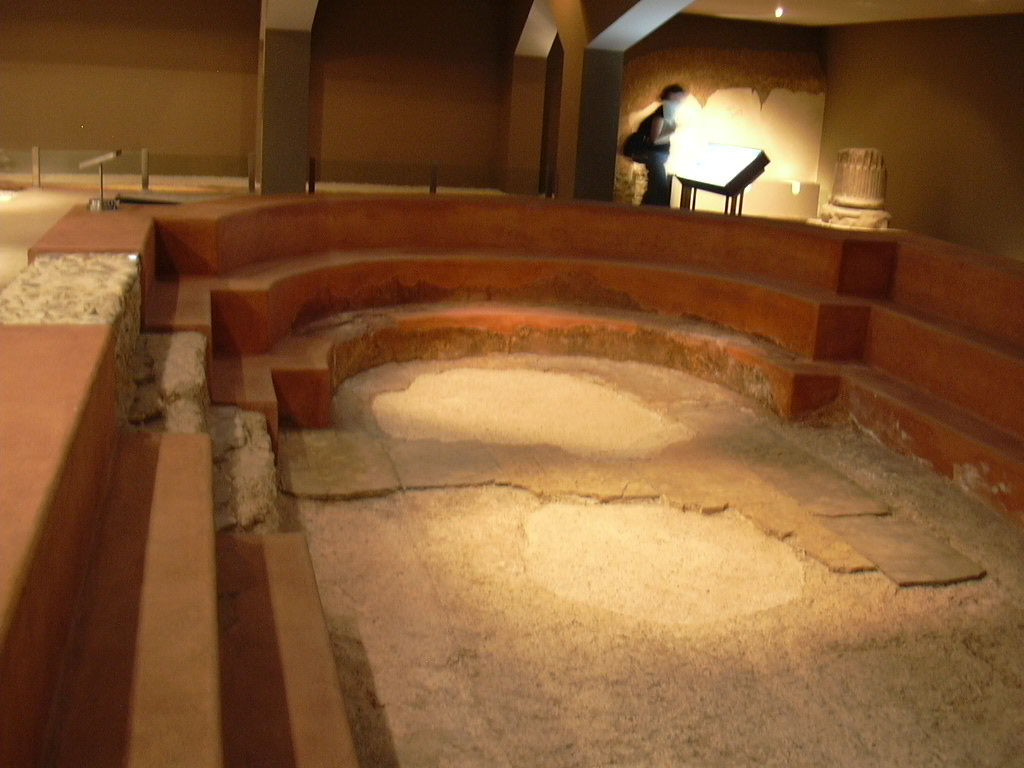
Piscina conservada en el Museo de las termas públicas.

El Museo de las Termas Públicas de Caesaraugusta, situado en la calle de San Juan y San Pedro, entre el teatro romano y el foro, contiene restos arqueológicos de las termas de Caesaraugusta. De éstas, en uso desde el siglo I a. C. hasta el siglo IV de nuestra Era, se han conservado restos de las letrinas públicas y de una piscina al aire libre que se construyó posteriormente en el mismo lugar.
Los restos más notables son los de la natatio, que presenta columnatas a sus costados. Estaba revestida con placas de mármol en suelo y paredes, y decorada con motivos florales. Todo ello en el estilo de la época final julioclaudia. El frigidarium se cerró en sus lados mediante formas absidiales. No es este el único resto de instalaciones termales de Caesaraugusta del que quedan testimonios, pues se han descubierto canales de desagüe pertenecientes a instalaciones privadas termales en la calle Prudencio y restos  de un caldarium y un frigidarium de una villa suburbana situada en la actual plaza del Pilar.

## Teatro de Caesaraugusta

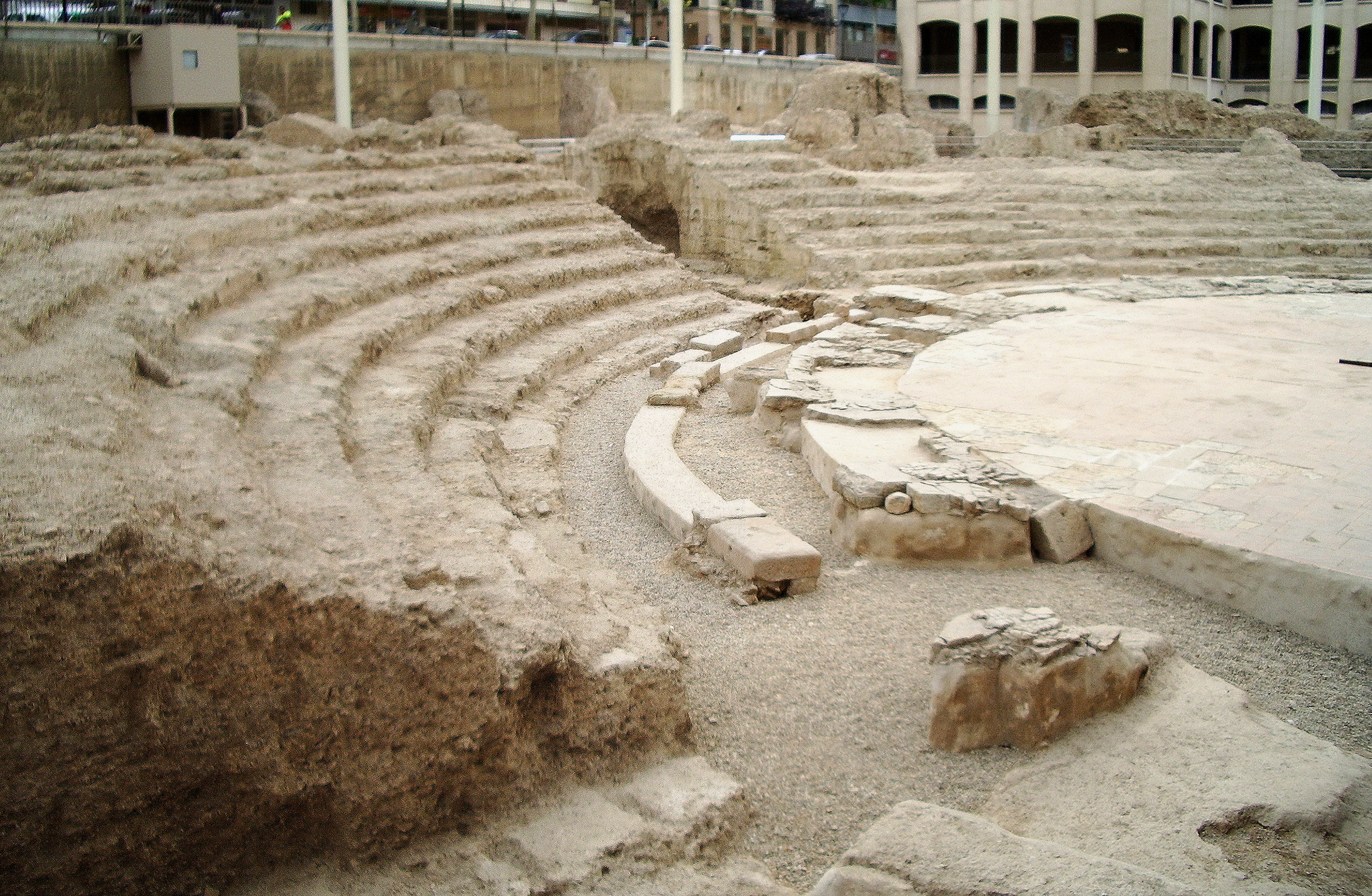
Teatro romano de Caesaraugusta. d. C.

Construido en el siglo I, en época de Tiberio, finalizaron sus obras en época del emperador Claudio. Llegó a ser uno de los más suntuosos de la Hispania romana, con una capacidad para 6000 espectadores. Al contrario que otros teatros, que usaron desniveles en el terreno, el edificio se construyó en terreno plano usando opus caementicium, a imitación del Teatro de Marcelo de Roma. 
Su decadencia comenzó en el siglo III, momento en el que se tomaron piedras para recrecer las murallas y otras edificaciones, que sólo dejaron el opus caementicum de la estructura que se puede ver actualmente. Con el tiempo acabó por estar cubierto por otras edificaciones hasta la década de los años setenta del siglo XX, en que excavaciones lo sacaron de nuevo a la luz. Tras su redescubrimento, ha sido acondicionado para ser visitado, albergando un museo que muestra y explica los hallazgos arqueológicos descubiertos.

## Cripta de la Iglesia-Basílica de Santa Engracia
La cripta de la Basílica de Santa Engracia conserva dos sarcófagos de mármol del siglo IV. El primero, el de la Receptio Animae, está fechado entre el 330 y el 340. El segundo, llamado de la trilogía Petrina, entre el 340 y el 350.